# Parador del Conte di Gondomar
Il Parador del Conte di Gondomar, conosciuto anche come Parador di Baiona, è un hotel che fa parte della catena spagnola Parador e che si trova a Baiona.

## Storia
Il Parador di Baiona si trova su un'antica fortezza, il Castello di Monterreal, costruito in epoca medioevale nel sud delle Rías Baixas sopra altre costruzioni preesistenti da oltre 2000 anni, tanto che nel recinto si hanno trovato reperti di origine celtica, fenicia e romani.
Le mura merlate che possiamo attualmente visitare furono costruite tra l'XI ed il XVII secolo e sono lunghe più di tre chilometri.
Aperto come hotel nel 1966 è stato completamente ristrutturato negli anni novanta e dispone di 122 stanze.